# بينجت ويستيرلوند
بينجت ويستيرلوند (بالسويدية: Bengt Westerlund)‏ (17 يناير 1921 - 4 يونيو 2008) كان فلكي سويدي متخصص في علم الفلك الرصدي. حصل على درجة الدكتوراه من جامعة أوبسالا عام 1954.

## الحياة العملية
بدأ بينجت ويستيرلوند حياتة العملية في مرصد هوت بروفانس في جنوب فرنسا . وفي عام 1957 تم تعيينة كفلكي في محطة أوبسالا الجنوبية في مرصد جبل سترملو في أستراليا، حيث أجرى دراسات واسعة للمحتوى النجمي للمنطقة الجنوبية من درب التبانة والمجرات القزمة المجاورة لها السحب الماجلانية. وجعلته النتائج التي حصل عليها معترف بها دوليا. وبعد سنوات من عمله في مرصد جبل ستروملو تولى منصب فلكي في مرصد ستيوارد في ولاية أريزونا عام 1967، وفي عام 1969 عين مديرا للمرصد الأوروبي الجنوبي في تشيلي حيث لعب دورا هاما في تطور المرصد وشغل هذا المنصب حتى عام 1975 عندما عاد إلى السويد ليصبح أستاذا لعلم الفلك في مرصد أوبسالا الفلكي وتقاعد ويسترلوند في عام 1987. ولكنة كثيرا ما كان يزور مكتبه ونشر ما لا يقل عن 60 ورقة علمية بعد تقاعده، وآخرها نشر في عام 2007.

## أعمال بارزة
أشتهر بينجت ويستيرلوند بدراسة هيكل درب التبانة وسحابتا ماجلان وكان الرائد في هذا المجال وكثيرا ما استُشهد به فيما يخص سحابتا ماجلان وقد ساهم بشكل كبير في دراسات العناقيد النجمية، وجمهرة النجوم، ونجوم الكربون، والسدم الكوكبية، ونجوم وولف-رايت، والتصنيف النجمي، وبقايا المستعر الأعظم. واكتشف أو أعاد اكتشاف ثلاث عناقيد من النجوم المفتوحة، ويسترلوند 1، وسترلوند 2، وسترلوند 3 التي تحمل أسمة وكذلك الكويكب 2902 ويسترلند سمي تيمناً بأسمة عندما تقاعد من استاذيته ومقراب ويسترلوند في أوبسالا سمي تكريماً له في عام 2004.